# Erik Lindfelt
Erik Lindfelt, född 25 mars 1959, är en svensk frilansande journalist och författare verksam i Jönköping. 
Lindfelt har arbetat tjugotalet år inom Sveriges Radio, bland annat för SR Jönköping, Dagens eko samt Människor och Tro. Mellan 2003 och 2009 var han bibliotekschef i Jönköpings kommun. Lindfelt har bland annat skrivit böckerna "Moralpartiet – en bok om KDS" och "Mellan Gud - vandring i andliga landskap". "Cigarrernas värld" och "Nyhetsradio – en handbok som hörs" tillsammans med Leif Eriksson-Sjöberg, samt "I pipans vänkrets" tillsammans med Anders Jansson. Han var mellan 2010 och 2015 ordförande i Smålands Författarsällskap, mellan 2012 och 2016 ordförande i den fria professionella gruppen Teateri och mellan 2015 och 2018 ordförande i föreningen Biosfärområde Östra Vätterbranterna. Lindfelt innehar stol nummer 17 i Smålands akademi och har varit dess sekreterare. Denna post har han nu i Alf Henrikson-sällskapet. 